# Jo Cals
Jozef Maria Laurens Theo „Jo“ Cals  (18. července 1914 – 30. prosince 1971) byl nizozemský pravicový politik z dnes již neexistující Katolické lidové strany (jež splynula se stranou Křesťanskodemokratická výzva). Byl premiérem Nizozemska v letech 1965–1966. V letech 1952–1963 byl ministrem školství a kultury, a to ve čtyřech kabinetech (dvou Willema Dreese, Louise Beela a Jana de Quaye). Roku 1966 mu byl udělen čestný titul Minister van Staat, který v nizozemské politice zajišťuje neformální autoritu.